# Serwoniec (Lipnica Górna)
Serwoniec – część wsi Lipnica Górna w Polsce położona w województwie podkarpackim, w powiecie jasielskim, w gminie Skołyszyn.

W latach 1975–1998 Serwoniec administracyjnie należał do województwa krośnieńskiego.